# Bánh mì pa tê
Bánh mì patê là một loại bánh mỳ nướng, được kẹp với patê cùng mỡ lợn. Ngày nay, nhiều hàng quán còn viết là paté. Nó được biến tấu theo cách thưởng thức của mỗi vùng miền và theo mức sống nâng cao của người dân nên bánh mì nướng có kẹp một hay vài lát patê, thịt nguội, chả thịt kèm theo các loại rau như rau mùi, dưa chuột, củ cải, cà rốt, xúc xích, bơ, ruốc (chà bông), những người ăn được cay thường cho thêm tương ớt. Món này thường được sử dụng làm bữa sáng do sự tiện dụng đối với lứa tuổi học sinh, sinh viên, công chức, viên chức hay nhân viên văn phòng.